# 平戸灘常吉
平戸灘 常吉（ひらとなだ つねきち、1911年2月24日 - 没年不明）は、昭和時代の大相撲力士。山分部屋所属。本名は松本 政雄。最高位は十両6枚目。

## 経歴
佐賀県東松浦郡鎮西町（現唐津市）出身。山分部屋に入門し、1930年10月「白鷺」の四股名で初土俵を踏む。1937年5月十両に昇進。十両の中位から下位にとどまった。1941年5月に「平戸灘」と改名したが、翌1942年1月全休し、そのまま廃業した。

## 改名
白鷺→平戸灘